# If—

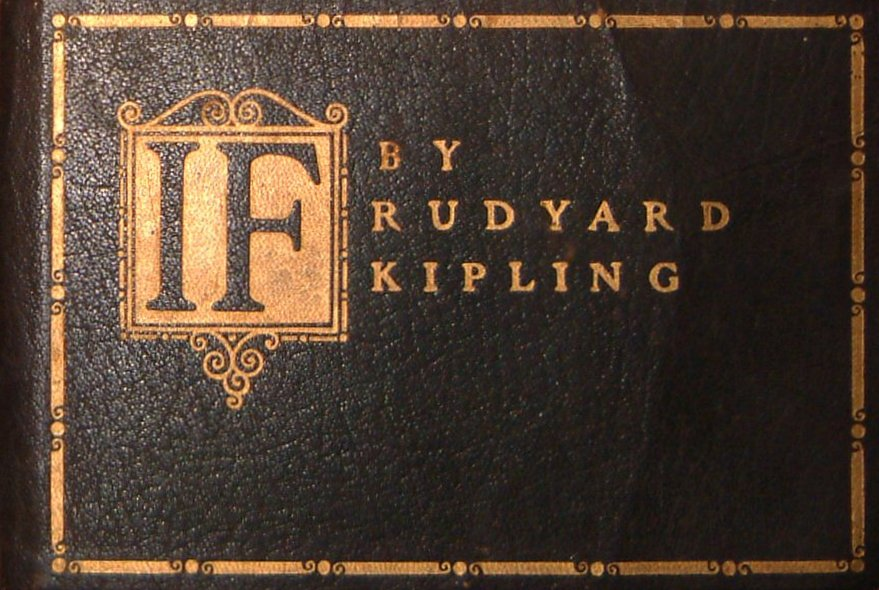
Eine Ausgabe von „If—“ von 1910

If— ist ein Gedicht von Rudyard Kipling. Es wurde 1895 geschrieben und erstmals im Jahr 1910 in der Gedichtsammlung Rewards and Fairies veröffentlicht.

## Allgemeines
Ähnlich wie William Ernest Henleys Gedicht Invictus stellt es die Gelassenheit dar, die in der viktorianischen Epoche als Tugend angesehen wurde und bis heute als eine typisch britische Eigenschaft gilt.
„If—“ inspirierte viele Parodien und gilt immer noch als eines der bedeutendsten Gedichte in englischer Sprache. 1995 wurde es in einer Umfrage der BBC zum beliebtesten Gedicht gewählt.
Laut Kiplings Autobiografie Something of Myself (veröffentlicht 1937, nach Kiplings Tod) war das Gedicht von einer Militäroperation inspiriert, dem Jameson Raid. Diese Militäroperation verstärkte die Konflikte, die später zum Zweiten Burenkrieg führten. Die britische Presse stellte Jameson jedoch als Helden und die Niederlage der Briten als einen Sieg dar.

## Inhalt
Der Titel des Gedichtes („If—“) bedeutet „Wenn—“ oder „Falls—“ und leitet jeweils die Beschreibung einer Tugend ein.
So heißt es beispielsweise in der ersten Strophe:
„If you can wait and not be tired by waiting,“
„Wenn du warten kannst und vom Warten nicht ermüdest“
Nach einer Aufzählung von verschiedenen Tugenden, wie Aufrichtigkeit, Demut, dem Blick für das Wesentliche und Selbstdisziplin kommt die Schlussfolgerung:
„Yours is the Earth and everything that’s in it,
And - which is more - you’ll be a Man, my son!“
„Dein ist die Erde [dann] und alles, was auf ihr ist,
und – was noch wichtiger ist – du wirst ein Mann sein, mein Sohn!“

## Reaktionen
Kipling selbst schrieb in „Something to Myself“, er sei von der Popularität seines Gedichts überrascht, wie man es in Büroräumen und Schlafzimmern aufhängt und wie es bis zum Überdruss anthologisiert wurde.
T. S. Eliot schrieb in seinen Aufsätzen über Kiplings Werke, das Gedicht sei ein „great verse“ (zu deutsch: ein großartiges Gedicht).
Der griechische Ministerpräsident Kyriakos Mitsotakis hat das Gedicht, in dem es nach seiner Ansicht „um Ausdauer geht, um die ständige Notwendigkeit zu kämpfen, wie man nicht aufgibt, wenn das Leben hart wird“, wiederholt in Reden, auch vor dem griechischen Parlament, als Beispiel dafür, dass man sein Schicksal selbst in die Hand nehmen müsse, zitiert.

## „If—“ in anderen Werken
„If—“ wird unter anderem in englischsprachiger Literatur und Filmen oft zitiert. Als Beispiel seien die folgenden Fälle genannt:
- Die Verse „If you can meet with triumph and disaster / And treat those two impostors just the same“ („Wenn du mit Sieg und Niederlage umgehen kannst / Und diese beiden Blender gleich behandeln kannst“) stehen über dem Eingang zum Centre Court in Wimbledon, London.
- Im Film White Squall – Reißende Strömung wird auf das Gedicht verwiesen.
- Im Roman Bridget Jones – Am Rande des Wahnsinns von Helen Fielding spielt das Gedicht ebenfalls eine Rolle und wird in vollem Wortlaut zitiert.[4]
- Das Lied If— von Joni Mitchell, erschienen 2007 auf dem Album Shine, ist ebenfalls von Kiplings Gedicht inspiriert.
- Das Gedicht wird zudem in dem zur Militär-Science-Fiction gehörenden Roman Das Bronze-Bataillon von John Ringo und David Weber angeführt.
- Die Folge Two Imposters der Serie Boardwalk Empire nimmt Anleihen an diesem Gedicht.
- In dem Roman Die Mitternachtsrose von Lucinda Riley wird das Gedicht ebenfalls erwähnt.
- In dem Roman “Carrie Soto is Back“ von Taylor Jenkins Reid wird das Gedicht auch zitiert.

## Übersetzungen
„If—“ wurde in verschiedene Sprachen übersetzt. Kipling selbst sprach von 27 Sprachen. Eine Übersetzung stammt von der burmesischen Friedensnobelpreisträgerin Aung San Suu Kyi, die das Gedicht ins Burmesische übertrug. Eine andere Übersetzung wurde von Literaturnobelpreisträger Ivo Andrić angefertigt.